# Monique Cerisier-ben Guiga
Pour les articles homonymes, voir Cerisier (homonymie).
Monique Cerisier-ben Guiga, née le 20 juin 1942 à Saint-Calais (Sarthe), et morte le 9 mai 2021 à Paris, est une femme politique française.
Membre du Parti socialiste, elle est sénatrice des Français de l’étranger de 1992 à 2011.

## Biographie

### Vie personnelle
Née à Saint-Calais, dans la Sarthe le 20 juin 1942, Monique Cerisier fait ses études secondaires à l’institution Saint-Julien au Mans.
Après des études de lettres modernes à la Sorbonne, et l'obtention du CAPES, Monique Cerisier-ben Guiga s’établit en Tunisie en 1965, en compagnie de son mari Habib, médecin et neveu de l'avocat et l'homme politique tunisien Bahri Guiga. À partir de son arrivée en Tunisie, elle enseigne dans le système scolaire tunisien d'abord au lycée de jeunes filles d’El Omrane, puis de 1969 à 1986 au lycée de Grombalia, enfin au lycée français Pierre-Mendès-France à Tunis-Mutuelleville.

### Engagements
En 1981, elle participe à la création à Paris de l'Association démocratique des Français à l’étranger (Français du Monde – ADFE), association qu'elle préside de 2009 à 2015,.
En 1988, elle est élue déléguée au Conseil supérieur des Français à l'étranger (CSFE). Réélue en 1991, elle est membre, successivement, de la commission des affaires sociales puis de celle des droits.

### Parcours politique

#### Au sein du parti
Monique Cerisier-ben Guiga adhère au Parti socialiste en 1983, puis intègre la direction nationale du PS en 1993, et enfin son son conseil national en 1994. Elle démissionne du parti fin 2013 pour dénoncer l'absence de condamnation de la politique d'Israël à l'égard des Palestiniens.

#### Palais du Luxembourg
Elle brigue en septembre 1989 un siège de sénateur des Français établis hors de France, mais ne figure qu'en quatrième et dernière position sur la liste socialiste qui n'obtient qu'un seul siège.

#### Premier mandat
De nouveau candidate aux élections sénatoriales du 27 septembre 1992, elle emporte l'investiture dans son parti contre le sortant Jean-Pierre Bayle, qui avait envisagé un instant, à la suite de cet échec, de se porter candidat sous ses propres couleurs. En tant que tête de liste, Monique Cerisier-ben Guiga est alors élue sénatrice représentant les Français hors de France, récoltant 36 des 147 suffrages exprimés.
Ainsi, elle appartient au groupe socialiste, et siège au sein de la commission des Affaires étrangères.

#### Second mandat
Elle est ensuite réélue lors du scrutin du 23 septembre 2001 sur une liste commune PS-DVG, en obtenant 46 des 141 voix. Toujours membre de la même commission, elle en est vice-présidente de 2004 à 2008, puis secrétaire de 2008 à 2011. Entre 2008 et 2011, elle siège au Bureau en tant que secrétaire du Sénat.
La sénatrice sortante décide de ne pas se représenter lors du renouvellement de 2011.

### Décès
Elle s'éteint le 9 mai 2021 dans le quinzième arrondissement de Paris, après une longue maladie,,.